# سباستین هیمن
سباستین هیمن (انگلیسی: Sebastian Heymann؛ زادهٔ ۱ مارس ۱۹۹۸) بازیکن هندبال اهل آلمان است.